# Liste der Monuments historiques in Moyvillers
Die Liste der Monuments historiques in Moyvillers führt die Monuments historiques in der französischen Gemeinde Moyvillers auf.

## Liste der Objekte
| Bezeichnung                                         | Beschreibung                        | Standort                | Kennzeichnung | Schutzstatus | Datum | Bild |
| --------------------------------------------------- | ----------------------------------- | ----------------------- | ------------- | ------------ | ----- | ---- |
| Epitaph für Jean und Thellier et Antoinette Macaire | Kupfer, Anfang des 17. Jahrhunderts | in der Kirche St-Martin | PM60001141    | Classé       | 1913  |      |